# (5319) Petrovskaya
(5319) Petrovskaya es un asteroide perteneciente al cinturón de asteroides, descubierto el 15 de septiembre de 1985 por Nikolái Stepánovich Chernyj desde el Observatorio Astrofísico de Crimea (República de Crimea).

## Designación y nombre
Designado provisionalmente como 1985 RK6. Fue nombrado Petrovskaya en honor a Margarita Sergeevna Petrovskaya, miembro del equipo del Instituto de Astronomía Teórica desde 1960. Determinó los dominios de convergencia de series que representan soluciones periódicas en problemas planetarios y satelitales y obtuvo una nueva expansión para la función perturbadora que converge incluso en el caso de órbitas superpuestas. También fue la primera en construir expansiones globales convergentes para el potencial de la Tierra.

## Características orbitales
Petrovskaya está situado a una distancia media del Sol de 2,256 ua, pudiendo alejarse hasta 2,603 ua y acercarse hasta 1,909 ua. Su excentricidad es 0,153 y la inclinación orbital 6,234 grados. Emplea 1238,08 días en completar una órbita alrededor del Sol.

## Características físicas
La magnitud absoluta de Petrovskaya es 13,5. Tiene 4,911 km de diámetro y su albedo se estima en 5319. 